# DJ Fresh
Daniel Stein (alias DJ Fresh) is een Brits drum-and-bass-dj. Stein was vroeger lid van de band Bad Company.

## Carrière
In 1998 richtte Stein samen met Jason Maldini, Michal Wojcicki en Darren White de drum-and-bassgroep Bad Company op. Later richtte hij samen met de andere Bad Company-leden het platenlabel BC Recordings op. In 2002 richtte Stein Breakbeat Punk op, dat in 2003 fuseerde met Kaos Recordings tot Breakbeat Kaos.
In 2006 verscheen zijn eerste studioalbum, Escape from Planet Monday, bij Breakbeat Kaos.
Op 1 augustus 2010 bracht Stein zijn plaat Gold Dust opnieuw uit met zang van Ce'cile. Op 16 augustus kwam zijn tweede album, Kryptonite, uit.

## Discografie

### Albums
| Album met eventuele hitnotering(en) in de Nederlandse Album Top 100 | Datum van verschijnen | Datum van binnenkomst | Hoogste positie | Aantal weken | Opmerkingen |
| ------------------------------------------------------------------- | --------------------- | --------------------- | --------------- | ------------ | ----------- |
| Escape from planet Monday                                           | 22-05-2006            | -                     |                 |              |             |
| Kryptonite                                                          | 16-08-2010            | -                     |                 |              |             |

| Album met hitnotering(en) in de Vlaamse Ultratop 200 albums | Datum van verschijnen | Datum van binnenkomst | Hoogste positie | Aantal weken | Opmerkingen |
| ----------------------------------------------------------- | --------------------- | --------------------- | --------------- | ------------ | ----------- |
| Nextlevelism                                                | 2012                  | 13-10-2012            | 191             | 1*           |             |

### Singles
| Single met eventuele hitnotering(en) in de Nederlandse Top 40 | Datum van verschijnen | Datum van binnenkomst | Hoogste positie | Aantal weken | Opmerkingen                                |
| ------------------------------------------------------------- | --------------------- | --------------------- | --------------- | ------------ | ------------------------------------------ |
| Hot right now                                                 | 16-01-2012            | 03-03-2012            | 11              | 15           | met Rita Ora / Nr. 22 in de Single Top 100 |
| Flashlight                                                    | 2014                  | 04-10-2014            | tip18           | -            | met Ellie Goulding                         |
| Gravity                                                       | 2015                  | 21-02-2015            | tip2            | -            | met Ella Eyre/ Nr. 99 in de Single Top 100 |
| Say You Do                                                    | 2016                  | 20-02-2016            | tip8            | -            | met Sigala & Imani                         |

| Single met hitnotering(en) in de Vlaamse Ultratop 50 | Datum van verschijnen | Datum van binnenkomst | Hoogste positie | Aantal weken | Opmerkingen                        |
| ---------------------------------------------------- | --------------------- | --------------------- | --------------- | ------------ | ---------------------------------- |
| Louder                                               | 11-07-2011            | 13-08-2011            | 5               | 17           | met Sian Evans                     |
| Hot right now                                        | 2012                  | 25-02-2012            | 11              | 14           | met Rita Ora                       |
| The feeling                                          | 2012                  | 20-10-2012            | 28              | 7            | met RaVaughn                       |
| Gold dust                                            | 2013                  | 26-01-2013            | 24              | 12           |                                    |
| Earthquake                                           | 2013                  | 31-08-2013            | 21              | 9            | met Diplo & Dominique Young Unique |
| Dibby dibby sound                                    | 2014                  | 05-02-2014            | 28              | 1*           | met Jay Fay & Ms Dynamite          |
| Make u bounce                                        | 2014                  | 19-07-2014            | 42              | 1*           | met TC                             |